# Monte submarino Orca
El monte submarino Orca es un volcán submarino cerca de la isla Rey Jorge en la Antártida, en el estrecho de Bransfield. La última actividad volcánica en el Orca ocurrió en el pasado reciente, ya que hay anomalías de temperatura en el agua de mar a su alrededor. El Servicio Nacional de Geología y Minería de Chile lo considera un centro volcánico activo.
Fue bautizado como Orca por el científico chileno Óscar González-Ferrán en 1987, tras observar que las orcas a menudo circundaban en estas aguas. Fue mapeado y estudiado por el barco RV Polarstern durante un crucero por la Antártida (número ANT-XI/3) en 2005. El nombre variante Viehoff recuerda a Thomas Viehoff, un especialista en teledetección en ciencias marinas.

## Descripción
La estructura volcánica cubre un área cercana a 45 km². Su altura máxima es de unos 1000 metros sobre el fondo marino, y la cima del monte se encuentra a unos 600 metros bajo el nivel del mar. Además, destaca una caldera de unos 4 km de diámetro. El borde del cráter mide aproximadamente 3 km de ancho.
Estudios realizados en la zona indican la presencia de anomalías térmicas, lo que sumado a análisis isotópicos, salinidad y presencia de microorganismos termófilos, sugieren la existencia de circulación hidrotermal proveniente del monte Orca.

## Geología
El monte submarino Orca es un volcán en escudo reciente del Pleistoceno, dentro de la cuenca de Bransfield. El volcán tiene un diámetro de base de 20 km y una altura de 1000 m. Muestras obtenidas del monte Orca corresponden a basaltos y andesitas basálticas, y sugieren la existencia de productos más diferenciados, como dacitas o riolitas.
La zona presenta condiciones geodinámicas de extensión como consecuencia de una compleja interacción de las placas tectónicas Scotia, Antártica y la antigua placa de Phoenix. De hecho, un estudio científico chileno sugirió que la actividad sísmica en la zona del estrecho de Bransfield a partir de agosto de 2020 se debería a la separación tectónica que tienen las islas Shetland del Sur con la Tierra de O'Higgins, y no al volcán submarino Orca, como se pensaba anteriormente.